# Pietro Antonio Magatti
Pietro Antonio Magatti (Varese, 20 de junho de 1691 - 26 de setembro de 1767) foi um pintor italiano do período barroco, que estudou na França e sob a tutela de Giovanni Gioseffo dal Sole.